# Number Resource Organization
Number Resource Organization（以下NROと略す）は5つの地域インターネットレジストリ(RIR)（AfriNIC、APNIC、ARIN、LACNIC、RIPE NCC）を取りまとめる非営利団体である。
2003年10月24日にAfriNICを除く4つのRIR（AfriNICが発足したのは2005年2月だったため、この当時は存在していなかった。AfriNICがNROに加入したのは2005年4月24日である。）は、技術プロジェクト、連携活動、ポリシー調整など共同で活動を行うための議論を行い、合意覚書（Memorandum of Understanding・MOU）を取り交わした。この合意に基づきNROは発足した。
NROの活動の主な狙いは以下の3つである。
- 配分されていないインターネット番号資源（IPアドレスやAS番号など）の保護
- 下層からのポリシー立案体制の発展と保護
- インターネットコミュニティからの意見をRIRシステムに反映

NROはExecutive Council(EC)とNumber Council(NC)と事務局から組織されており、
- Executive CouncilはNROの代表であり、各RIRから選出された1名、計5名から構成される。
- Number CouncilはExecutive Councilに対する顧問組織で、各RIRから理事会から選出された1名とオープンフォーラムから選出された2名、計15名から構成される。
- 事務局はその運営責任を負い、各RIRで1年ごとの持ち回りとなっている。